# نهائي كأس الاتحاد الإنجليزي 1948
نهائي كأس الاتحاد الإنجليزي 1948 (بالإنجليزية: FA Cup final 1948) هي مباراة كرة قدم الختامية لتحديد الفائز في بطولة كأس الاتحاد الإنجليزي 1947–48 في البطولة السابعة والستين من مسابقة كأس الاتحاد الإنجليزي في بطولة الأقدم في تاريخ في كرة القدم وينظمها الاتحاد الإنجليزي لكرة القدم، أقيمت المباراة بين مانشستر يونايتد وبلاكبول على ملعب ويمبلي في 24 أبريل 1948.
فاز مانشيستر يونايتد الذي لم يصل لنهائي كأس الاتحاد الإنجليزي منذ 39 عامًا، بنتيجة 4-2، بهدفين من جاك رولي وهدف واحد من ستان بيرسون وجون أندرسون. سجل إيدي شيمويل وستان مورتنسن هدفي بلاكبول. وبهذا الهدف، أصبح شيمويل أول ظهير يسجل في نهائي كأس ويمبلي. قرر جو سميث مدرب بلاكبول، عدم اختيار جيمي ماكنتوش للنهائي على الرغم من تسجيله خمسة أهداف في المباريات الخمس التي سبقت النهائي.
التقى الفريقان في مباراة مؤجلة بالدوري يوم الاثنين التالي لنهائي ويمبلي. تم اختيار ماكنتوش للعب مع بلاكبول، الذي فاز بنتيجة 1-0، حيث سجل ماكنتوش هدف الفوز. في الشهر السابق، أُعلن أن بلاكبول لن يرتدي قميصه التقليدي البرتقالي والأبيض لتعارضه مع اللون الأحمر لمانشستر يونايتد. وبدلاً من ذلك ارتدى الفريق قمصانًا بيضاء مع شورت أسود، مع السماح له بارتداء جواربه المعتادة، على الرغم من خضوعه هو الآخر لحظر تعارض الألوان. كما ألزم الاتحاد الإنجليزي لكرة القدم مانشستر يونايتد بارتداء قمصان زرقاء وسراويل بيضاء، ما يعني أن كلا الفريقين لعبا بقميصين مختلفين.

## عن الفريقين
| الفريق          | التتويج | المشاركات السابقة في النهائيات (الخط الغليظ للأرقام يشير لسنة التتويج باللقب) |
| --------------- | ------- | ----------------------------------------------------------------------------- |
| مانشستر يونايتد | 1       | 1 (1909)                                                                      |
| بلاكبول         | 0       | لم يسبق له الظهور في نهائي                                                    |

## المباراة

### تفاصيل المباراة
| مانشستر يونايتد                          | 4–2    | بلاكبول                          |
| ---------------------------------------- | ------ | -------------------------------- |
| رولي 28'، 70' · بيرسون 80' · أندرسون 82' | Report | شيمويل 12' (ركلة.) · مورتنسن 35' |

| مانشستر يونايتد | بلاكبول |